# Olympische Sommerspiele 1936/Teilnehmer (Italien)
| Gelbes Symbol für Goldmedaillen mit stilisierten Olympischen Ringen | Graues Symbol für Silbermedaillen mit stilisierten Olympischen Ringen | Braundes Symbol für Bronzemedaillen mit stilisierten Olympischen Ringen |
| ------------------------------------------------------------------- | --------------------------------------------------------------------- | ----------------------------------------------------------------------- |
| 8                                                                   | 9                                                                     | 5                                                                       |

Italien nahm an den Olympischen Sommerspielen 1936 in Berlin mit einer Delegation von 182 Athleten (inklusive Kunstwettbewerbe 244) teil. Im Medaillenspiegel belegte Italien den vierten Platz mit insgesamt 22 Medaillen.
Jüngste Teilnehmerin war Elda Cividino, eine Turnerin, mit 14 Jahren, ältester der Segler Riccardo De Sangro Fondi mit 56 Jahren. Die meisten Medaillen gewannen die Fechter Giulio Gaudini und Gustavo Marzi mit je drei.

## Medaillengewinner

### Gold
- Trebisonda Valla – Leichtathletik, 80 m Hürden
- Ulderico Sergo – Boxen, Bantamgewicht
- Giulio Gaudini  – Fechten, Florett
- Franco Riccardi – Fechten, Degen
- Giulio Gaudini, Gioacchino Guaragna, Gustavo Marzi, Giorgio Bocchino, Manlio Di Rosa und Ciro Verratti – Fechten, Florett – Mannschaftswertung
- Saverio Ragno, Alfredo Pezzana, Giancarlo Cornaggia-Medici, Edoardo Mangiarotti, Franco Riccardi und Giancarlo Brusati – Fechten, Degen – Mannschaftswertung
- Bruno Venturini, Alfredo Foni, Pietro Rava, Giuseppe Baldo, Achille Piccini, Ugo Locatelli, Annibale Frossi, Libero Marchini, Sergio Bertoni, Carlo Biagi, Francesco Gabriotti, Giulio Cappelli, Alfonso Negro und Luigi Scarabello – Fußball
- Giovanni Reggio, Bruno Bianchi, Luigi De Manincor, Domenico Mordini, Luigi Poggi und Enrico Poggi – Segeln, 8-m-Klasse

### Silber
- Mario Lanzi – Leichtathletik, 800 m
- Orazio Mariani, Gianni Caldana, Elio Ragni und Tullio Gonnelli – Leichtathletik, 4 × 100 m Staffel
- Almiro Bergamo, Guido Santin und Luciano Negrini – Rudern, Zweier mit Steuermann
- Guglielmo Del Bimbo, Dino Barsotti, Oreste Grossi, Enzo Bartolini, Mario Checcacci, Dante Secchi, Ottorino Quaglierini, Enrico Garzelli und Cesare Milani – Rudern, Achter
- Gavino Matta – Boxen, Fliegengewicht
- Severino Rigoni, Bianco Bianchi, Mario Gentili und Armando Latini – Radfahren, Mannschaftswertung
- Saverio Ragno – Fechten, Degen
- Gustavo Marzi – Fechten, Säbel
- Vincenzo Pinton, Giulio Gaudini, Aldo Masciotta, Gustavo Marzi, Aldo Montano und Athos Tanzini – Fechten, Säbel, Mannschaftswertung

### Bronze

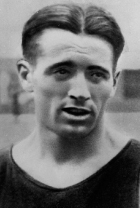
Luigi Beccali, Bronzemedaillengewinner 1500 m

- Luigi Beccali – Leichtathletik, 1500 m
- Giorgio Oberweger – Leichtathletik, Diskus
- Giorgio Bocchino – Fechten, Florett
- Giancarlo Cornaggia-Medici – Fechten, Degen
- Silvano Abbà – Moderner Fünfkampf

## Teilnehmerliste

### Basketball
| Spieler | Disziplin | Platz |
| --- | --------- | ----- |
| Enrico Cestelli, Galeazzo Dondi, Livio Franceschini, Emilio Giosetti, Giancarlo Marinelli, Sergio Paganella, Egidio Premiani, Gino Basso | Männer    | 7.    |

### Boxen
| Athlet              | Gewicht      | Platz  |
| ------------------- | ------------ | ------ |
| Gavino Matta        | 50,8 kg      | Silber |
| Ulderico Sergo      | 53,5 kg      | Gold   |
| Giuseppe Farfanelli | 57,2 kg      | 16.    |
| Marino Facchin      | 61,2 kg      | 9.     |
| Umberto Pittori     | 66,7 kg      | 17.    |
| Benito Totti        | 72,6 kg      | 9.     |
| Erminio Bolzan      | 79,4 kg      | 9.     |
| Secondo De Marchi   | über 79,4 kg | 9.     |

### Fechten
Männer
| Athlet                     | Disziplin          | Platz  |
| -------------------------- | ------------------ | ------ |
| Giorgio Bocchino           | Florett            | Bronze |
| Giorgio Bocchino           | Florett Mannschaft | Gold   |
| Giancarlo Brusati          | Degen Mannschaft   | Gold   |
| Giancarlo Cornaggia-Medici | Degen              | Bronze |
| Giancarlo Cornaggia-Medici | Degen Mannschaft   | Gold   |
| Manlio Di Rosa             | Florett Mannschaft | Gold   |
| Giulio Gaudini             | Florett            | Gold   |
| Giulio Gaudini             | Florett Mannschaft | Gold   |
| Giulio Gaudini             | Säbel              | 6.     |
| Giulio Gaudini             | Säbel Mannschaft   | Silber |
| Gioacchino Guaragna        | Florett            | 5.     |
| Gioacchino Guaragna        | Florett Mannschaft | Gold   |
| Edoardo Mangiarotti        | Degen Mannschaft   | Gold   |
| Gustavo Marzi              | Florett Mannschaft | Gold   |
| Gustavo Marzi              | Säbel              | Silber |
| Gustavo Marzi              | Säbel Mannschaft   | Silber |
| Aldo Masciotta             | Säbel Mannschaft   | Silber |
| Aldo Montano               | Säbel Mannschaft   | Silber |
| Alfredo Pezzana            | Degen Mannschaft   | Gold   |
| Vincenzo Pinton            | Säbel              | 7.     |
| Vincenzo Pinton            | Säbel Mannschaft   | Silber |
| Saverio Ragno              | Degen              | Silber |
| Saverio Ragno              | Degen Mannschaft   | Gold   |
| Franco Riccardi            | Degen              | Gold   |
| Franco Riccardi            | Degen Mannschaft   | Gold   |
| Athos Tanzini              | Säbel Mannschaft   | Silber |
| Ciro Verratti              | Florett Mannschaft | Gold   |

### Fußball
| Spieler | Disziplin | Platz |
| --- | --------- | ----- |
| Bruno Venturini, Mario Giani, Alfredo Foni, Pietro Rava, Giuseppe Baldo, Achille Piccini, Ugo Locatelli, Annibale Frossi, Libero Marchini, Luigi Scarabello, Carlo Biagi, Giulio Cappelli, Sergio Bertoni, Alfonso Negro, Francesco Gabriotti, Adolfo Giuntoli, Mario Nicolini, Carlo Girometta, Sandro Puppo, Corrado Tamietti, Paolo Vannucci, Lamberto Petri Trainer: Vittorio Pozzo | Männer    | Gold  |

### Gewichtheben

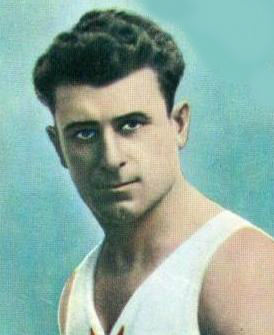
Carlo Galimberti

| Athlet           | Gewichtsklasse | Ergebnis | Platz |
| ---------------- | -------------- | -------- | ----- |
| Attilio Bescapè  | 60 kg          | 262,5 kg | 5.    |
| Umberto Brizzi   | 60 kg          | 277,5 kg | 9.    |
| Gastone Pierini  | 67,5 kg        | 300 kg   | 10.   |
| Carlo Galimberti | 75 kg          | 332,5 kg | 7.    |

### Kanu
| Athlet          | Disziplin             | Platz                         |
| --------------- | --------------------- | ----------------------------- |
| Elio Sasso Sant | Einer-Kajak, 1000 m   | in der 1. Runde ausgeschieden |
| Elio Sasso Sant | Einer-Kajak, 10.000 m | 8.                            |

### Kunstwettbewerbe
| Künstler                     | Disziplin                 | Werk                                                         | Platz                 |
| ---------------------------- | ------------------------- | ------------------------------------------------------------ | --------------------- |
| Amedeo D’Albora              | Architektonische Entwürfe | Piscina                                                      | keine Platzierung     |
| Dante D’Ambrosi              | Musik                     | Danza Ginnico-Rurale                                         | keine Platzierung     |
| Giulio Arata                 | Architektonische Entwürfe | Stadio polisportivo                                          | keine Platzierung     |
| Aldo Mario Aroldi            | Malerei und Grafik        | Partita di bocce                                             | keine Platzierung     |
| Armando Barabino             | Malerei und Grafik        | La parata                                                    | keine Platzierung     |
| Eugenio Barisoni             | Literatur                 | Cacciatore di Nasce                                          | keine Platzierung     |
| Aroldo Bellini               | Bildhauerkunst            | Marciatore                                                   | keine Platzierung     |
| Gabriele Bianchi             | Orchestermusik            | Due Improvvisi                                               | lobenswerte Erwähnung |
| Enrico Bianchini             | Architektonische Entwürfe | unbekannt                                                    | keine Platzierung     |
| Antonio Biggi                | Bildhauerkunst            | Discobolo                                                    | keine Platzierung     |
| Alfonso Bortolotti           | Bildhauerkunst            | Aviatore                                                     | keine Platzierung     |
| Lino Businco                 | Literatur                 | Cinque Poesie                                                | keine Platzierung     |
| Angelo Canevari              | Malerei und Grafik        | Cartone per musaico nella piscina del Foro Mussolini in Roma | keine Platzierung     |
| Angelo Canevari              | Malerei und Grafik        | Cartone per musaico nella piscina del Foro Mussolini in Roma | keine Platzierung     |
| Silvio Canevari              | Bildhauerkunst            | Il fromboliere                                               | keine Platzierung     |
| Silvio Canevari              | Bildhauerkunst            | L'arciere                                                    | keine Platzierung     |
| Silvio Canevari              | Bildhauerkunst            | Pugile                                                       | keine Platzierung     |
| Silvio Canevari              | Bildhauerkunst            | Rematore                                                     | keine Platzierung     |
| Alba de Céspedes             | Literatur                 | Io, Suo Padre                                                | keine Platzierung     |
| Franco Ciampitti             | Literatur                 | Cerchi                                                       | keine Platzierung     |
| Giulio Cisari                | Malerei und Grafik        | Pugilato                                                     | keine Platzierung     |
| Pinetta Colonna-Gamero       | Malerei und Grafik        | Disco su ghiaccio                                            | keine Platzierung     |
| Pinetta Colonna-Gamero       | Malerei und Grafik        | Ciclisti su strada                                           | keine Platzierung     |
| Paride Contri                | Architektonische Entwürfe | Piscine Municipali in Genova, Stadio del Nuoto               | keine Platzierung     |
| Costantino Costantini        | Architektonische Entwürfe | Piscine del Foro Mussolini in Roma                           | lobende Erwähnung     |
| Costantino Costantini        | Architektonische Entwürfe | Stadio del Tennis del Foro Mussolini in Roma                 | keine Platzierung     |
| Costantino Costantini        | Architektonische Entwürfe | Alloggiamento Atleti e Campo di Allenamento                  | keine Platzierung     |
| Tullio Crali                 | Malerei und Grafik        | Lotta greco-romana                                           | keine Platzierung     |
| Tullio Crali                 | Malerei und Grafik        | Lotta libera                                                 | keine Platzierung     |
| Romano Dazzi                 | Zeichnungen und Aquarelle | Vier Kartons für Fresken                                     | Silber                |
| Gerado Dottori               | Malerei und Grafik        | Salto in altezza                                             | keine Platzierung     |
| Raffaello Fagnoni            | Architektonische Entwürfe | unbekannt                                                    | keine Platzierung     |
| Bruno Fattori                | Lyrische Werke            | Profili Azzurri                                              | Silber                |
| Pietro Fervelli              | Malerei und Grafik        | Sciatore 117                                                 | keine Platzierung     |
| Angelo Frisa                 | Architektonische Entwürfe | Stadio dei cipressi del Foro Mussolini in Roma               | keine Platzierung     |
| Lina Galli                   | Literatur                 | Sette Poesie                                                 | keine Platzierung     |
| Ivanhoe Gambini              | Malerei und Grafik        | Scivolatore in volo                                          | keine Platzierung     |
| Mario Gamero                 | Malerei und Grafik        | Ludi ginnici in palestra                                     | keine Platzierung     |
| Mario Gamero                 | Malerei und Grafik        | Ludi ginnici sulla neve                                      | keine Platzierung     |
| Guglielmo Giuliani           | Architektonische Entwürfe | Cabina per cronometristi                                     | keine Platzierung     |
| Lino Liviabella              | Orchestermusik            | Der Sieger                                                   | Silber                |
| Dilvo Lotti                  | Malerei und Grafik        | La locomotiva                                                | keine Platzierung     |
| Carlo Lubelli                | Bildhauerkunst            | Nuotatore al via                                             | keine Platzierung     |
| Corrado Mancioli             | Malerei und Grafik        | Mischia di rugby                                             | keine Platzierung     |
| Corrado Mancioli             | Malerei und Grafik        | Disco su ghiaccio                                            | keine Platzierung     |
| Corrado Mancioli             | Malerei und Grafik        | Corsa ad ostacoli                                            | keine Platzierung     |
| Ottorino Mancioli            | Malerei und Grafik        | L'angolo                                                     | keine Platzierung     |
| Ottorino Mancioli            | Malerei und Grafik        | Strappo muscolare                                            | keine Platzierung     |
| Ottorino Mancioli            | Malerei und Grafik        | Allenamento                                                  | keine Platzierung     |
| Ottorino Mancioli            | Malerei und Grafik        | Pugile abbattuto                                             | keine Platzierung     |
| Ottorino Mancioli            | Malerei und Grafik        | Pugilatore                                                   | keine Platzierung     |
| Giandomenico De Marchis      | Bildhauerkunst            | Salto con l'asta                                             | keine Platzierung     |
| Giandomenico De Marchis      | Bildhauerkunst            | Traiettorie del lancio del disco                             | keine Platzierung     |
| Renzo Massarani              | Musik                     | Squilli e danze atletiche                                    | keine Platzierung     |
| Luciano Mercante             | Plaketten                 | Medaillen                                                    | Silber                |
| Francesco Messina            | Bildhauerkunst            | Pugile abbattuto                                             | keine Platzierung     |
| Francesco Messina            | Bildhauerkunst            | Marciatore                                                   | keine Platzierung     |
| Publio Morbiducci            | Plaketten                 | Medaglia del C.O.N.I.                                        | keine Platzierung     |
| Luigi Moretti                | Architektonische Entwürfe | Accademia di scherma del Foro Mussolini in Roma              | keine Platzierung     |
| Luigi Moretti                | Architektonische Entwürfe | Centro sportivo dellà Citta Caserta                          | keine Platzierung     |
| Mario Moschi                 | Plaketten                 | Medagliere                                                   | keine Platzierung     |
| Mario Moschi                 | Statuen                   | Calciatore I                                                 | lobende Erwähnung     |
| Mario Moschi                 | Bildhauerkunst            | Calciatore II                                                | keine Platzierung     |
| Pier Luigi Nervi             | Architektonische Entwürfe | unbekannt                                                    | keine Platzierung     |
| Orlando Paladino Orlandini   | Bildhauerkunst            | Pattinatrice                                                 | keine Platzierung     |
| Dagoberto Ortensi            | Architektonische Entwürfe | unbekannt                                                    | keine Platzierung     |
| Rubens Pedrazzi              | Bildhauerkunst            | Mezzofondista                                                | keine Platzierung     |
| Achille Pintonello           | Architektonische Entwürfe | Accademia fascista femminile di educazione fisica in Orvieto | keine Platzierung     |
| Enrico Prampolini            | Malerei und Grafik        | Trasfigurazione dell'Atleta                                  | keine Platzierung     |
| Enrico Prampolini            | Malerei und Grafik        | Angeli dealla terra                                          | keine Platzierung     |
| Carlo Romagnoli              | Malerei und Grafik        | In Guardia                                                   | keine Platzierung     |
| Romano Romanelli             | Bildhauerkunst            | Pugile                                                       | keine Platzierung     |
| Omero Taddeini               | Plaketten                 | Medaillen                                                    | lobende Erwähnung     |
| Roberto Terracini            | Reliefs                   | Targa del C.O.N.I.                                           | lobende Erwähnung     |
| Ernesto Thayaht              | Bildhauerkunst            | Tuffo                                                        | keine Platzierung     |
| Comune della Città di Torino | Städtebauliche Entwürfe   | Complesso dello Stadio Mussolini in Torino                   | lobende Erwähnung     |
| Cesare Valle                 | Architektonische Entwürfe | unbekannt                                                    | keine Platzierung     |
| Luigi Velluti                | Bildhauerkunst            | Pugile abbattuto                                             | keine Platzierung     |
| Farpi Vignoli                | Rundplastiken             | „Guidatore di sulky“ („Sulkyfahrer“)                         | Gold                  |
| Carlo Vitalei                | Malerei und Grafik        | Allenamento alla scuola di pugilato                          | keine Platzierung     |
| Volterrano Volterrahi        | Bildhauerkunst            | Salto con l'asta                                             | keine Platzierung     |
| Paul Wissaert                | Bildhauerkunst            | Paso massimo                                                 | keine Platzierung     |

### Leichtathletik
Männer
| Athlet               | Disziplin         | Wertung     | Platz                             |
| -------------------- | ----------------- | ----------- | --------------------------------- |
| Luigi Beccali        | 1500 m            | 3:49,2 min  | Bronze                            |
| Giuseppe Beviacqua   | 10.000 m          | 31:57,0 min | 11.                               |
| Bruno Betti          | 3000 m Hindernis  | ???         | in der ersten Runde ausgeschieden |
| Ruggero Biancani     | Diskus            | ???         | nicht qualifiziert                |
| Mario Brignoli       | 50 km Gehen       | 4:58:12,0 h | 18.                               |
| Giannino Bulzone     | Marathon          | AC          | DNF                               |
| Gianni Caldana       | 110 m Hürden      | 15,1 s      | in der 1. Runde ausgeschieden     |
| Gianni Caldana       | 4 × 100 m Staffel | 41,1 s      | Silber                            |
| Gianni Caldana       | Weitsprung        | 7,26 m      | 12.                               |
| Giovanni Cantagalli  | Hammerwurf        | 47,42 m     | 15.                               |
| Umberto Cerati       | 5000 m            | 14:44,4 min | 7.                                |
| Luigi Facelli        | 400 m Hürden      | 55,1 s      | in der ersten Runde ausgeschieden |
| Angelo Ferrario      | 4 × 100 m Staffel | 3:16,6 min  | in der ersten Runde ausgeschieden |
| Aurelio Genghini     | Marathon          | AC          | DNF                               |
| Giuseppe Gobbato     | 50 km Gehen       | 4:49:51,0 h | 14.                               |
| Tullio Gonnelli      | 4 × 100 m Staffel | 41,1 s      | Silber                            |
| Danilo Innocenti     | Stabhochsprung    | 4,00 m      | 6.                                |
| Mario Lanzi          | 400 m             | 48,2 s      | im Halbfinale ausgeschieden       |
| Mario Lanzi          | 800 m             | 1:53,3 min  | Silber                            |
| Mario Lanzi          | 4 × 100 m Staffel | 3:16,6 min  | in der ersten Runde ausgeschieden |
| Giuseppe Lippi       | 3000 m Hindernis  | ???         | in der ersten Runde ausgeschieden |
| Arturo Maffei        | Weitsprung        | 7,73 m      | 4.                                |
| Orazio Mariani       | 4 × 100 m Staffel | 41,1 s      | Silber                            |
| Salvatore Mastroieni | 5000 m            | 15:02,2 min | in der ersten Runde ausgeschieden |
| Emilio Mori          | 400 m Hürden      | 55,6        | in der ersten Runde ausgeschieden |
| Giorgio Oberweger    | Diskus            | 49,23 m     | Bronze                            |
| Elio Ragni           | 4 × 100 m Staffel | 41,1 s      | Silber                            |
| Umberto Ridi         | 400 m Hürden      | 55,5 s      | in der ersten Runde ausgeschieden |
| Ettore Rivolta       | 50 km Gehen       | 4:38:47,0 h | 12.                               |
| Marsilio Rossi       | 4 × 100 m Staffel | 3:16,6 min  | in der ersten Runde ausgeschieden |
| Otello Spampani      | 4 × 100 m Staffel | 3:16,6 min  | in der ersten Runde ausgeschieden |

Frauen
| Athlet            | Disziplin         | Wertung | Platz                             |
| ----------------- | ----------------- | ------- | --------------------------------- |
| Lidia Bongiovanni | 4 × 100 m Staffel | 46,7    | 4.                                |
| Fernanda Bullano  | 4 × 100 m Staffel | 46,7    | 4.                                |
| Gabre Gabric      | Diskus            | 34,31 m | 10.                               |
| Claudia Testoni   | 100 m             | ???     | in der ersten Runde ausgeschieden |
| Claudia Testoni   | 80 m Hürden       | 11,7 s  | 4.                                |
| Claudia Testoni   | 4 × 100 m Staffel | 46,7    | 4.                                |
| Trebisonda Valla  | 80 m Hürden       | 11,748  | Gold                              |
| Trebisonda Valla  | 4 × 100 m Staffel | 46,7    | 4.                                |

### Moderner Fünfkampf

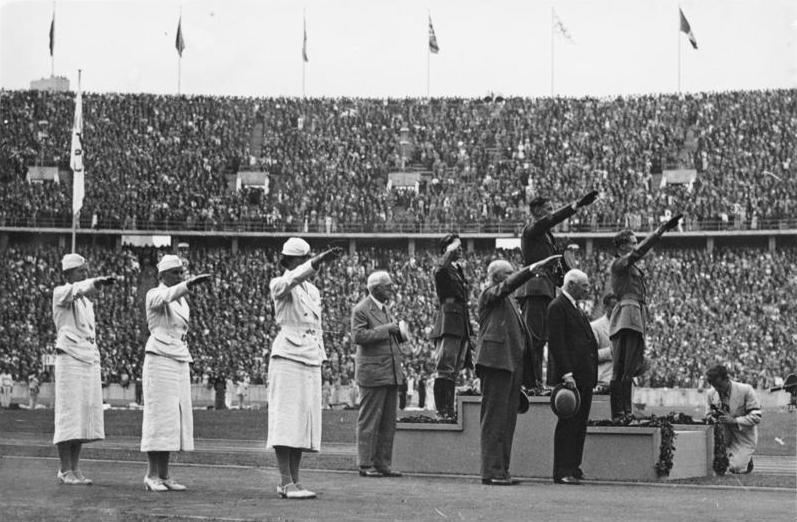
Sieger-Ehrung im Fünfkampf: Oberleutnant Abbà mit Hitlergruß (ganz rechts)

| Teilnehmer     | Punkte | Rang   |
| -------------- | ------ | ------ |
| Silvano Abbà   | 45,5   | Bronze |
| Ugo Ceccarelli | 93,5   | 15.    |
| Franco Orgera  | 109,5  | 22.    |

### Radsport
| Athlet            | Disziplin                          | Platz  |
| ----------------- | ---------------------------------- | ------ |
| Corrado Ardizzoni | Straßenrennen – Einzelwertung      | 16.    |
| Corrado Ardizzoni | Straßenrennen – Mannschaftswertung | 4.     |
| Elio Bavutti      | Straßenrennen – Einzelwertung      | AC     |
| Elio Bavutti      | Straßenrennen – Mannschaftswertung | 4.     |
| Bianco Bianchi    | 4000 m Mannschaftsverfolgung       | Silber |
| Pierino Favalli   | Straßenrennen – Einzelwertung      | 7.     |
| Pierino Favalli   | Straßenrennen – Mannschaftswertung | 4.     |
| Mario Gentili     | 4000 m Mannschaftsverfolgung       | Silber |
| Armando Latini    | 4000 m Mannschaftsverfolgung       | Silber |
| Carlo Legutti     | Tandem                             | 4.     |
| Bruno Loatti      | Tandem                             | 4.     |
| Benedetto Pola    | Sprint                             | 4.     |
| Benedetto Pola    | 1000 m Zeitfahren                  | 4.     |
| Severino Rigoni   | 4000 m Mannschaftsverfolgung       | Silber |
| Glauco Servadei   | Straßenrennen – Einzelwertung      | 15.    |
| Glauco Servadei   | Straßenrennen – Mannschaftswertung | 4.     |

### Reiten
| Athlet              | Disziplin                   | Platz |
| ------------------- | --------------------------- | ----- |
| Renzo Bonivento     | Springreiten – Einzel       | 15.   |
| Renzo Bonivento     | Springreiten – Mannschaft   | DNF   |
| Ranieri di Campello | Vielseitigkeit – Einzel     | DQ    |
| Ranieri di Campello | Vielseitigkeit – Mannschaft | DNF   |
| Giuseppe Chiantia   | Springreiten – Einzel       | DQ    |
| Giuseppe Chiantia   | Springreiten – Mannschaft   | DNF   |
| Gerardo Conforti    | Springreiten – Einzel       | 16.   |
| Gerardo Conforti    | Springreiten – Mannschaft   | DNF   |
| Dino Ferruzzi       | Vielseitigkeit – Einzel     | DQ    |
| Dino Ferruzzi       | Vielseitigkeit – Mannschaft | DNF   |
| Fernando Filipponi  | Springreiten – Einzel       | DNF   |
| Fernando Filipponi  | Springreiten – Mannschaft   | DNF   |

### Ringen

#### Griechisch-römisches Ringen
| Athlet            | Gewicht    | Platz |
| ----------------- | ---------- | ----- |
| Dante Bertoli     | 56 kg      | 4:6   |
| Valentino Borgia  | 61 kg      | 6.    |
| Alberto Molfino   | 66 kg      | 5.    |
| Silvio Tozzi      | 72 kg      | 5.    |
| Ercole Gallegati  | 79 kg      | 6.    |
| Umberto Silvestri | 87 kg      | 5.    |
| Aleardo Donati    | über 87 kg | 6.    |

#### Freistil
| Athlet           | Gewicht | Platz |
| ---------------- | ------- | ----- |
| Marcello Nizzola | 56 kg   | 3:6   |
| Marco Gavelli    | 61 kg   | 3:6   |
| Paride Romagnoli | 66 kg   | 4:6   |
| Ercole Gallegati | 79 kg   | 3:6   |

### Rudern
| Athlet | Disziplin              | Platz         |
| --- | ---------------------- | ------------- |
| Riccardo Steinleitner | Einer                  | ausgeschieden |
| Almiro Bergamo, Guido Santin, Luciano Negrini | Zweier mit Steuermann  | Silber        |
| Antonio Ghiardello, Luigi Luscardo, Aldo Pellizzoni, Francesco Pittaluga                                                                               | Vierer ohne Steuermann | 4.            |
| Valerio Perentin, Giliante D’Este, Nicolò Vittori, Umberto Vittori, Renato Petronio                                                                    | Vierer mit Steuermann  | ausgeschieden |
| Guglielmo Del Bimbo, Dino Barsotti, Oreste Grossi, Enzo Bartolini, Mario Checcacci, Dante Secchi, Ottorino Quaglierini, Enrico Garzelli, Cesare Milani | Achter                 | Silber        |

### Schießen
| Name                   | Disziplin                  | Punkte | Rang |
| ---------------------- | -------------------------- | ------ | ---- |
| Walter Boninsegni      | Schnellfeuerpistole        | 29     | 6.   |
| Giancarlo Boriani      | Scheibenpistole            | 506    | 32.  |
| Michelangelo Borriello | Schnellfeuerpistole        | 23     | 18.  |
| Bruno Giacconi         | Schnellfeuerpistole        | 28     | 11.  |
| Stefano Margotti       | Scheibenpistole            | 518    | 21.  |
| Lodovico Nulli         | Kleinkaliber liegend, 50 m | 290    | 36.  |
| Ugo Pistolesi          | Scheibenpistole            | 502    | 36.  |
| Calo Varetto           | Kleinkaliber liegend, 50 m | 292    | 23.  |
| Mario Zorzi            | Kleinkaliber liegend, 50 m | 295    | 8.   |

### Segeln
| Athlet                                                                                            | Disziplin      | Platz |
| ------------------------------------------------------------------------------------------------- | -------------- | ----- |
| Giuseppe Fago                                                                                     | O-Jolle        | 5.    |
| „Pegaso“ Riccardo de Sangro Fondi Federico de Luca                                                | Star           | 6.    |
| „Esperia“ Renato Consentino Giuliano Oberti Massimo Oberti Giovanni Stampa Giuseppe Volpi         | 6-m-Klasse     | 5.    |
| „Italy“ Giovanni Reggio Bruno Bianchi Luigi De Manincor Domenico Mordini Luigi Poggi Enrico Poggi | 8-Meter-Klasse | Gold  |

### Turnen

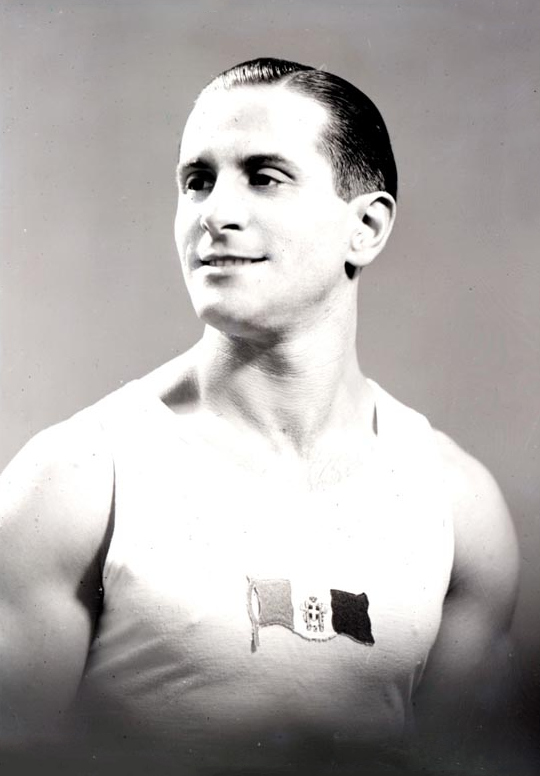
Savino Guglielmetti

Männer
| Athlet              | Disziplin          | Wertung | Platz |
| ------------------- | ------------------ | ------- | ----- |
| Egidio Armelloni    | Einzelmehrkampf    | 101,601 | 36.   |
| Egidio Armelloni    | Mannschaftswertung | 101,601 | 5.    |
| Egidio Armelloni    | Bodenturnen        | 16,634  | 50.   |
| Egidio Armelloni    | Pferdsprung        | 16,900  | 41.   |
| Egidio Armelloni    | Barren             | 16,200  | 53.   |
| Egidio Armelloni    | Reck               | 17,100  | 43.   |
| Egidio Armelloni    | Ringe              | 16,200  | 55.   |
| Egidio Armelloni    | Seitpferd          | 18,567  | 11.   |
| Oreste Capuzzo      | Einzelmehrkampf    | 102,500 | 30.   |
| Oreste Capuzzo      | Mannschaftswertung | 102,500 | 5.    |
| Oreste Capuzzo      | Bodenturnen        | 17,233  | 30.   |
| Oreste Capuzzo      | Pferdsprung        | 14,966  | 79.   |
| Oreste Capuzzo      | Barren             | 16,100  | 57.   |
| Oreste Capuzzo      | Reck               | 17,400  | 39.   |
| Oreste Capuzzo      | Ringe              | 18,367  | 9.    |
| Oreste Capuzzo      | Seitpferd          | 18,434  | 14.   |
| Danilo Fioravanti   | Einzelmehrkampf    | 101,467 | 37.   |
| Danilo Fioravanti   | Mannschaftswertung | 101,467 | 5.    |
| Danilo Fioravanti   | Bodenturnen        | 17,233  | 30.   |
| Danilo Fioravanti   | Pferdsprung        | 18,067  | 12.   |
| Danilo Fioravanti   | Barren             | 15,600  | 68.   |
| Danilo Fioravanti   | Reck               | 16,167  | 61.   |
| Danilo Fioravanti   | Ringe              | 16,600  | 45.   |
| Danilo Fioravanti   | Seitpferd          | 17,800  | 31.   |
| Savino Guglielmetti | Einzelmehrkampf    | 107,699 | 12.   |
| Savino Guglielmetti | Mannschaftswertung | 107,699 | 5.    |
| Savino Guglielmetti | Bodenturnen        | 17,167  | 33.   |
| Savino Guglielmetti | Pferdsprung        | 18,034  | 13.   |
| Savino Guglielmetti | Barren             | 18,466  | 9.    |
| Savino Guglielmetti | Reck               | 17,933  | 30.   |
| Savino Guglielmetti | Ringe              | 17,966  | 14.   |
| Savino Guglielmetti | Seitpferd          | 18,133  | 20.   |
| Romeo Neri          | Einzelmehrkampf    | 26,267  | 111.  |
| Romeo Neri          | Mannschaftswertung | –       | 5.    |
| Romeo Neri          | Bodenturnen        | 8,967   | DNF   |
| Romeo Neri          | Ringe              | 8,773   | DNF   |
| Romeo Neri          | Seitpferd          | 8,567   | DNF   |
| Otello Ternelli     | Einzelmehrkampf    | 100,498 | 42.   |
| Otello Ternelli     | Mannschaftswertung | –       | 5.    |
| Otello Ternelli     | Bodenturnen        | 16,866  | 45.   |
| Otello Ternelli     | Pferdsprung        | 16,433  | 50.   |
| Otello Ternelli     | Barren             | 15,500  | 50.   |
| Otello Ternelli     | Reck               | 17,533  | 38.   |
| Otello Ternelli     | Ringe              | 16,066  | 61.   |
| Otello Ternelli     | Seitpferd          | 18,100  | 21.   |
| Franco Tognini      | Einzelmehrkampf    | 101,266 | 12.   |
| Franco Tognini      | Mannschaftswertung | 101,266 | 5.    |
| Franco Tognini      | Bodenturnen        | 17,367  | 23.   |
| Franco Tognini      | Pferdsprung        | 17,367  | 26.   |
| Franco Tognini      | Barren             | 16,933  | 40.   |
| Franco Tognini      | Reck               | 15,667  | 70.   |
| Franco Tognini      | Ringe              | 16,866  | 37.   |
| Franco Tognini      | Seitpferd          | 17,066  | 43.   |
| Nicolò Tronci       | Einzelmehrkampf    | 100,600 | 41.   |
| Nicolò Tronci       | Mannschaftswertung | 100,600 | 5.    |
| Nicolò Tronci       | Bodenturnen        | 17,033  | 39.   |
| Nicolò Tronci       | Pferdsprung        | 14,667  | 85.   |
| Nicolò Tronci       | Barren             | 17,333  | 31.   |
| Nicolò Tronci       | Reck               | 15,933  | 66.   |
| Nicolò Tronci       | Ringe              | 17,700  | 19.   |
| Nicolò Tronci       | Seitpferd          | 17,934  | 27.   |

Frauen
| Athlet            | Disziplin          | Wertung | Platz |
| ----------------- | ------------------ | ------- | ----- |
| Anna Avanzini     | Mannschaftswertung | 55,20   | 7.    |
| Vittoria Avanzini | Mannschaftswertung | 54,75   | 7.    |
| Clara Bimbocci    | Mannschaftswertung | 59,75   | 7.    |
| Ebore Canella     | Mannschaftswertung | 61,75   | 7.    |
| Pina Cipriotto    | Mannschaftswertung | 55,35   | 7.    |
| Elda Cividino     | Mannschaftswertung | 59,75   | 7.    |
| Gianna Guaita     | Mannschaftswertung | 51,40   | 7.    |
| Carmela Toso      | Mannschaftswertung | 57,60   | 7.    |

### Wasserspringen
| Athlet             | Disziplin     | Wertung | Platz |
| ------------------ | ------------- | ------- | ----- |
| Carlo Dibiasi      | Kunstspringen | 90,66   | 10.   |
| Franco Ferraris    | Kunstspringen | 77,60   | 22.   |
| Ferrero Marianetti | Kunstspringen | 82,78   | 17.   |